# Aaron McKie
Aaron Fitzgerald McKie (* 2. Oktober 1972 in Philadelphia, Pennsylvania) ist ein ehemaliger amerikanischer Basketballspieler und heutiger Trainer, der zwischen 1994 und 2007 in der National Basketball Association (NBA) spielte. McKie gewann 2001 den NBA Sixth Man of the Year Award.

## Karriere
McKie spielte die ersten zweieinhalb Jahren für die Portland Trail Blazers, wo er bereits in seinem zweiten Jahr Starter wurde und 10,7 Punkte im Schnitt erzielte. Nach einem enttäuschenden Start in die Saison 1996–97 wurde er zu den Detroit Pistons abgegeben. Ein Jahr später wurde er in seine Heimatstadt zu den Philadelphia 76ers transferiert. Hier verbrachte er den Großteil seiner Karriere als Ersatzmann für Allen Iverson und Eric Snow. 2001 gewann McKie den NBA Sixth Man of the Year Award, als bester Bankspieler der Saison. Im gleichen Jahr erreichte er mit den Sixers die NBA-Finals, dort unterlag man jedoch den Los Angeles Lakers. Nachdem seine Leistungen in der Saison 2004–05 stark nachließen, wurde er von den Sixers entlassen und schloss sich den Lakers an. Dort kam er jedoch nur sporadisch zum Einsatz und beendete 2007 seine Karriere.

## Trainerkarriere
Nach seiner Trainerkarriere wurde er direkt als Assistenztrainer in den Trainerstab der 76ers aufgenommen. Er blieb in dieser Position bis 2013. 2014 kehrte er als Assistenztrainer zu seiner ehemaligen Universität Temple zurück.